# Buglowiec (Rybnik)
Buglowiec – peryferyjna część miasta Rybnika, położona wśród lasu w rejonie ulicy Stalowej, na północ od centrum Rybnika. 